# Edvin Törnblom
Edvin Arne Valdemar Törnblom, född 22 februari 1996 i Nacka, är en svensk programledare, komiker och skådespelare.

## Biografi
Edvin Törnblom, som är son till cellisten Peter Törnblom och operasångerskan Marianne Eklöf, växte upp i Nacka och hade tidigt drömmen om att bli programledare. Han fick en praktikplats på Filip Hammars och Fredrik Wikingssons produktionsbolag Nexiko på programmet Breaking News med Filip och Fredrik. Där arbetade han sig upp och var både flygande reporter, sociala medier-redaktör och gästredaktör. Han arbetade som produktionsassistent på Filip och Fredriks film Tårtgeneralen. Åren efter arbetade han med Sveriges Radios program PP3 och på MVH SVT. Törnblom driver sedan våren 2020 podcasten Ursäkta tillsammans med Johanna Nordström.
Den 20 april 2022 släppte Törnblom sin första bok Bögen är lös och ledde fem dagar senare QX Gaygalan 2022 tillsammans med Sissela Kyle. Samma år var han även kommentator i underhållningsprogrammet Sveriges värsta bilförare. Senare på hösten 2022 hade Törnbloms och Johanna Nordströms realityserie Edvin & Johanna – Sveriges enda kändisar premiär på TV4 Play.
Vid QX Gaygalan 2023 utsågs Törnblom till Årets hbtq och hans bok, Bögen är lös, utsågs till Årets bok. Tillsammans med Johanna Nordström så utsågs han även till Årets duo. Samma år tävlade han i Masked Singer Sverige där han kom på andraplats som Maneten.
Under 2025 kom han att leda Melodifestivalen tillsammans med Kristina "Keyyo" Petrushina.

## TV-medverkan / Filmografi
- 2019 – Edvin och Laki hjälper till (TV-serie)
- 2021 – Alla utom vi (TV-serie)
- 2021 – Benjamin’s
- 2021 – Drugdealer (TV-serie)
- 2022 – Lajka (TV-serie)
- 2022 – Sveriges värsta bilförare
- 2022 – Göta kanal – Vinna eller försvinna
- 2022 – Edvin & Johanna – Sveriges enda kändisar (TV-serie)
- 2023 – LOL: Skrattar bäst som skrattar sist
- 2023 – Bäst i test (TV-program)[13]
- 2023 – Masked Singer Sverige
- 2024 – Bachelorette Sverige[14]
- 2025 – Melodifestivalen
- 2025 – Edvins lustgård[15]